# True (Avicii by Avicii)
True (Avicii by Avicii) es el álbum de remezclas del álbum True del DJ, productor y compositor sueco Avicii, realizadas por el mismo artista durante 2014, con el objetivo de promocionar durante ese año su álbum debut del que surgieron las remezclas.

## Lista de canciones
| True (Avicii by Avicii) |                                           |                                                                      |          |  |
| N.º                     | Título                                    | Escritor(es)                                                         | Duración |  |
| 1.                      | «Wake Me Up» (Avicii by Avicii)           | Bergling, Pournouri, Blacc, Einziger                                 | 7:05     |  |
| 2.                      | «You Make Me» (Avicii by Avicii)          | Bergling, Pournouri, Fakir, Pontare                                  | 3:02     |  |
| 3.                      | «Hey Brother» (Avicii by Avicii)          | Bergling, Pournouri, Fakir, Pontare                                  | 6:09     |  |
| 4.                      | «Addicted to You» (Avicii by Avicii)      | Bergling, Pournouri, Davis, Krajcik                                  | 5:32     |  |
| 5.                      | «Dear Boy» (Avicii by Avicii)             | Bergling, Pournouri, Knutsson, Ørsted                                | 5:30     |  |
| 6.                      | «Liar Liar» (Avicii by Avicii)            | Bergling, Pournouri, B. Driscoll, E. Driscoll, Blacc, Einziger, Dyer | 5:06     |  |
| 7.                      | «Shame on Me» (Avicii by Avicii)          | Bergling, Pournouri, Fox, Dyer, Mae                                  | 3:56     |  |
| 8.                      | «Lay Me Down» (Avicii by Avicii)          | Bergling, Pournouri, Rodgers, Lambert                                | 6:02     |  |
| 9.                      | «Hope There's Someone» (Avicii by Avicii) | Hegarty                                                              | 8:08     |  |
| 50:30                   |                                           |                                                                      |          |  |